# Министерство природных ресурсов и охраны окружающей среды Республики Беларусь
Министерство природных ресурсов и охраны окружающей среды Республики Беларусь (Минприроды; бел. Міністэрства прыродных рэсурсаў і аховы навакольнага асяроддзя Рэспублікі Беларусь) — орган государственного управления, занимающийся регулированием и координацией деятельности по охране окружающей среды и использованию природных ресурсов на территории Республики Беларусь. Министр — Масляк Сергей Михайлович.

## История
Министерство было создано 14 марта 1994 года постановлением Совета Министров Республики Беларусь на базе Государственного комитета Республики Беларусь по экологии. Положение о министерстве было утверждено 2 февраля 1996 года.
24 сентября 2001 года создан Департамент гидрометеорологии (8 сентября 2004 года получил права юридического лица). 3 октября 2001 года Комитет рыбоохраны при министерстве был ликвидирован с передачей функций министерству. 31 октября 2001 года в министерстве был создан Департамент охраны рыбных ресурсов и охотничьих видов животных. 27 января 2003 года на базе этого департамента и его региональных инспекций была создана Государственная инспекция охраны животного и растительного мира при Президенте Республики Беларусь. 12 февраля 2004 года был создан Департамент по геологии при министерстве с правами юридического лица (упразднён 22 апреля 2013 года).

## Структура
Структура центрального аппарата министерства (по состоянию на 21 августа 2019 года):
- Главное управление природных ресурсов;
  - Управление по геологии;
  - Отдел использования и охраны водных ресурсов;
- Главное управление регулирования обращения с отходами, биологического и ландшафтного разнообразия;
  - Управление регулирования обращения с отходами;
  - Управление биологического и ландшафтного разнообразия;
  - Отдел биологического разнообразия;
- Главное управление экологической политики, международного сотрудничества и науки;
  - Управление аналитической работы, науки и информации;
  - Отдел международного сотрудничества;
- Управление координации контрольной деятельности;
- Управление организационного обеспечения и информатизации;
- Управление правового обеспечения;
- Управление регулирования воздействия на атмосферный воздух, изменение климата и экспертизы;
- Управление экономики и финансов;
- Сектор кадровой работы;
- Сектор по защите государственных секретов и мобилизационной подготовке.

Министерству подчиняются 7 региональных комитетов природных и ресурсов и охраны окружающей среды (КПРиООС) — шесть областных и Минский городской.
Также Министерству подчиняются следующие государственные организации:
- РУП "Центр международных экологических проектов, сертификации и аудита «Экологиянвест»;
- РУП «Центральный научно-исследовательский институт комплексного использования водных ресурсов» (ЦНИИКИВР);
- РУП «Белорусский государственный геологический центр» (Государственное предприятие «Белгосгеоцентр»);
- ГП «Научно-производственный центр по геологии»;
- РНИУП "БелНИЦ «Экология»;
- ГУО «Республиканский центр государственной экологической экспертизы и повышения квалификации руководящих работников и специалистов»;
- ГУ «Республиканский центр аналитического контроля в области охраны окружающей среды»;
- ГУ «Республиканский центр по гидрометеорологии, контролю радиоактивного загрязнения и мониторингу окружающей среды» (БЕЛГИДРОМЕТ);
- ГПНИУ «Полесский государственный радиационно-экологический заповедник».

## Руководство
Министры
- Дорофеев Анатолий Максимович (апрель-октябрь 1994 года);
- Русый, Михаил Иванович (октябрь 1994 — февраль 2001 года)[9];
- Хоружик, Леонтий Иванович (февраль 2001 — июнь 2009 года);
- Цалко, Владимир Григорьевич (июнь 2009 — 2015);
- Ковхуто, Андрей Марленович (июнь 2015 — 2017);
- Худык, Андрей Павлович (сентябрь 2017 — апрель 2024 года).
- Масляк, Сергей Михайлович[вд] (с 22 апреля 2024 года).

Заместители министра (по состоянию на 21 августа 2019 года)
- Корбут Александр Николаевич[10];
- Хмель Андрей Валерьевич;